# 弗里德里希·艾伯特总统纪念馆

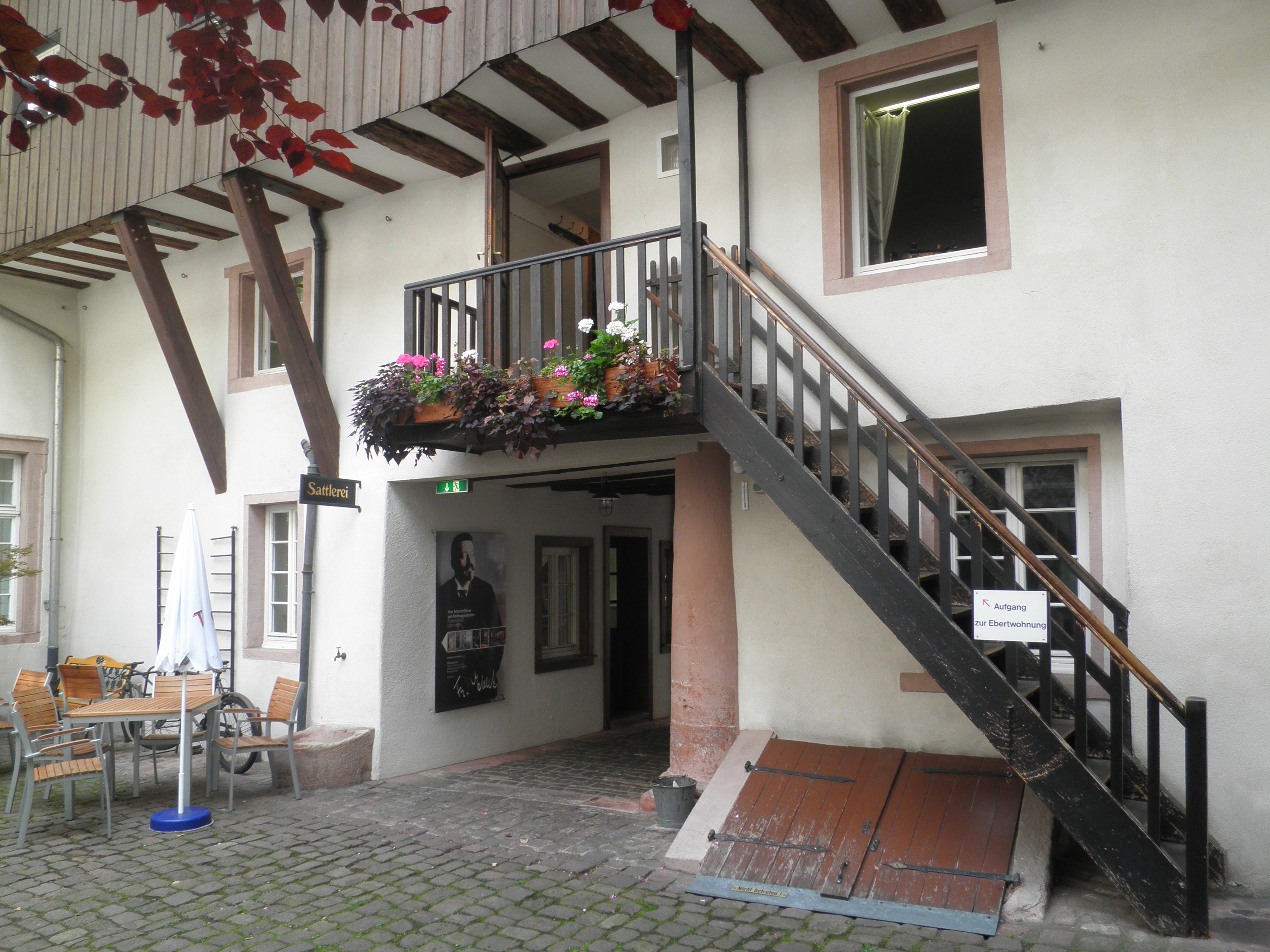

弗里德里希·艾伯特总统纪念馆（Reichspräsident-Friedrich-Ebert-Gedenkstätte）位于德国海德堡，是纪念魏玛共和国首任总统弗里德里希·艾伯特的纪念馆。1871年2月4日，他出生在这所房屋。

## 历史
1962年6月7日，在弗里德里希·艾伯特的出生地开设其生平的小型展览。1984年由海德堡市收购，扩大展览空间，设立图书馆和档案室。
目前，弗里德里希·艾伯特总统纪念馆每年约有50000人参观。

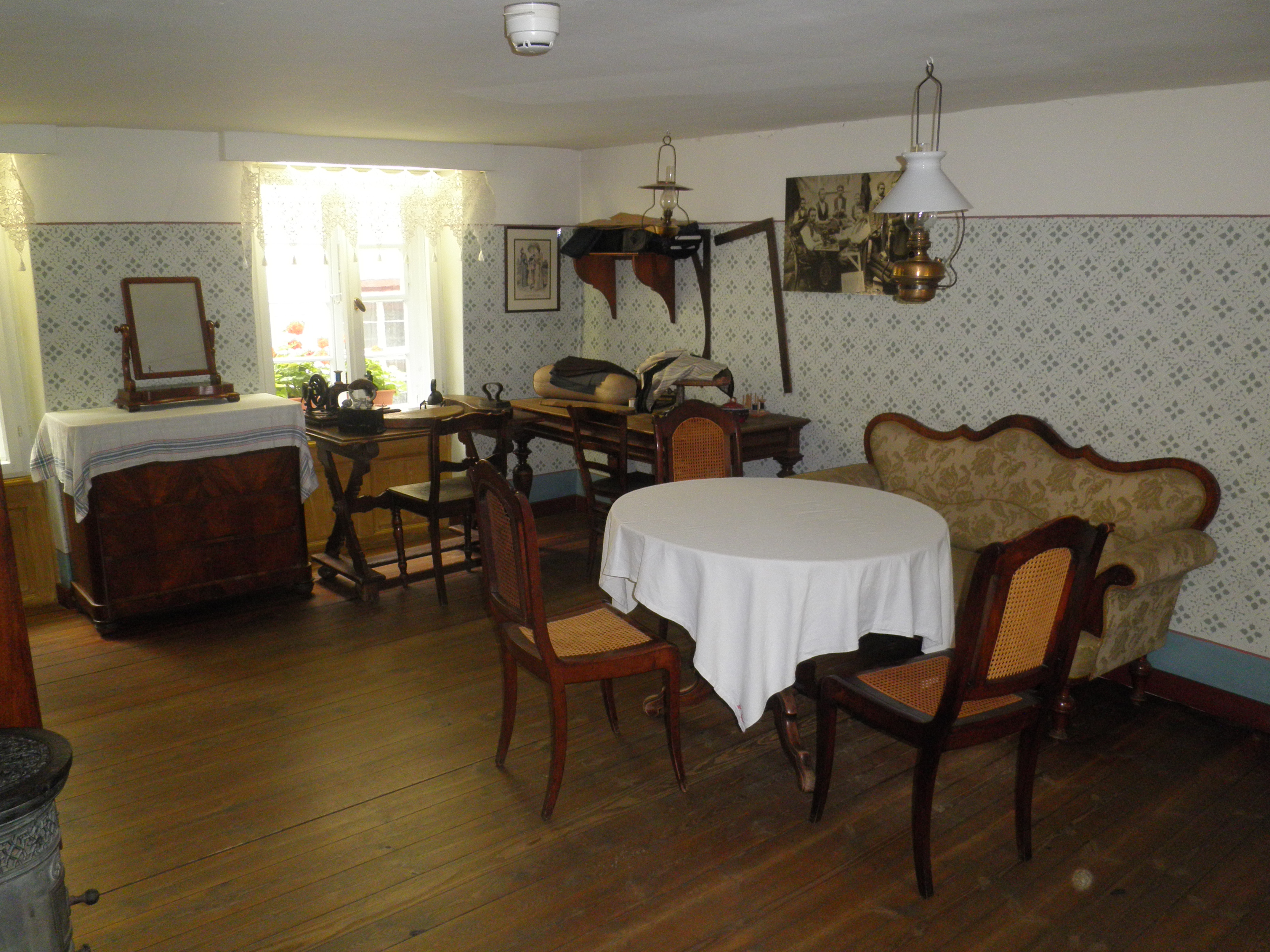